# Colleen Dunn
Colleen Dunn (* 20. Jahrhundert in Forest Hills, Pennsylvania) ist eine US-amerikanische Schauspielerin.

## Leben
Colleen Dunn wurde in Forest Hills, Pennsylvania, geboren. Sie begann ihre Karriere in der Unterhaltungsindustrie in den späten 1990er Jahren und hat sich seitdem als Schauspielerin etabliert.
Dunn erlangte 2004 durch ihre Rolle als Marianne Stevens im Film Die Frauen von Stepford Bekanntheit. Im Fernsehen spielte sie in Serien wie Verliebt in eine Hexe, The Dana Carvey Show und Criminal Intent – Verbrechen im Visier mit.

## Filmografie
- 1996: The Dana Carvey Show (Fernsehserie, 5 Folgen)
- 2004: Die Frauen von Stepford
- 2004: Criminal Intent – Verbrechen im Visier (Fernsehserie, 1 Folge)
- 2005: Verliebt in eine Hexe (Fernsehserie)

## Theater
Dunn wirkte in mehreren Theaterproduktionen mit.